# Un derby sensationnel
Pour plus de détails, voir Fiche technique et Distribution.
Un derby sensationnel (The Kentucky Derby) est un film muet américain réalisé par King Baggot et sorti en 1922.

## Synopsis
Pour gagner le derby du Kentucky, un concurrent, craignant la présence du fils du propriétaire de son cheval dans les parages, fait embarquer le jeune homme sur un vieux cargo en partance pour Shangaï…

## Fiche technique
- Titre original : The Kentucky Derby
- Titre français : Un derby sensationnel
- Réalisation : King Baggot
- Scénario : George C. Hull, d'après une pièce de Charles T. Dazey
- Chef-opérateur : Victor Milner
- Production : Carl Laemmle
- Date de sortie :
  - États-Unis : octobre 1922

## Distribution
- Reginald Denny : Donald Gordon
- Lillian Rich : Alice Brown
- Emmett King : Colonel Moncrief Gordon
- Walter McGrail : Ralph Gordon
- Gertrude Astor : Helen Gordon
- Lionel Belmore : Colonel Rome Woolrich
- Kingsley Benedict : Joe
- Bert Woodruff : Rance Newcombe
- Bert Tracy : Topper Tom
- Harry Carter : Bob Thurston
- Wilfred Lucas : Capitaine Wolff
- Pat Harmon : Jensen
- Anna Dodge : Mrs Clancy
- Verne Winter : Timmy Clancy
- Betsy Ann Hisle : la petite fille